# پوگروم چنستوخووا

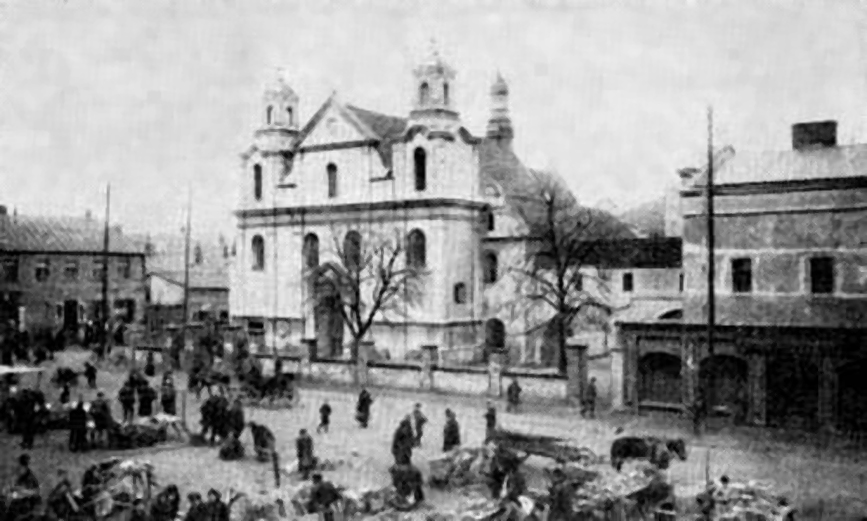
بازار قدیمی شهر چنستوخووا در آغاز سده بیستم

پوگروم چنستوخووا به آشوبی یهودستیزانه مورد مناقشه در ۱۱ اوت ۱۹۰۲ در شهر چنستوخووا (در آن هنگام بخشی از روسیه تزاری به رهبری نیکلای دوم؛ امروزه بخشی از لهستان) اشاره دارد که بنا بر گزارش یک مقام روس، در پی زدوخوردی میان یک کفش‌دوز و زنی کاتولیک آغاز شد و منجر به کشته شدن عده‌ای در شهر شد.

## گزارش لهستانی‌ها
پژوهش‌های تاریخی لهستانی‌ها گزارش‌ها از سوی منابع روس را رد می‌کنند و ادعا دارند که هیچ یهودی در جریان زدوخوردها کشته نشد. زدوخورد در بازار میان یک مرد یهودی و یک لهستانی‌تبار، هر دو مظنون به فعالیت‌های غیرقانونی، به تحریک سربازان ارتش امپراتوری روسیه آغاز شد. تقریباً بلافاصله، درگیری به اعتراض گسترده‌ای علیه اشغال روسیه تبدیل شد و منجر به مرگ دو تن شد. با بالا گرفتن شورش‌ها، قزاق‌های تزاری با سرنیزه به سر رئیس شورای یهودیان، هنریک مارکوسفلد، کوبیدند و به محله یهودیان حمله کرده و به تجاوز به زنان جوان، غارت و تخریب اموال پرداختند. این نخستین رویداد از این قبیل در تاریخ چنستوخووا بود.
در آغاز سده میلادی، ۱۲۰۰۰ یهودی در چنستوخووا زندگی می‌کردند و حدود ۲۹ درصد از جمعیت شهر را تشکیل می‌دادند. روابط میان یهودیان و لهستانی‌تبارها در شهر خوب گزارش شده‌است. به نوشته پدر یان زویزک: «محصولات طلافروشان یهودی نه تنها فضای داخلی کنیسه شهر، بلکه درون برخی کلیساهای کاتولیک‌ها، را نیز آراسته‌است.» با این حال شورشهای ضدروسی در مه ۱۸۹۴ با شرکت ۲٬۲۰۰ کارگر آغاز شدند. روابط با نیروهای اشغالگر در سال ۱۹۰۵ و هنگامی که بسیاری از کارگران اعتصابی توسط روس‌ها کشته، یا دستگیر و به سیبری فرستاده شدند، به کمترین حد خود رسید.

## گزارش روس‌ها و یهودیان از رویداد
به گفته فرماندار تزاری مستقر در پیوترکوف، گروهی به مغازه‌های یهودیان در چنستوخووا حمله کردند و در نتیجه چهارده یهودی و یک ژاندارم روسی کشته شدند. گفته می‌شود که ارتش امپراتوری که برای برقراری نظم وارد شده بود، توسط این جمعیت سنگسار شده‌است. به گفته فرماندار روس، سربازان سپس اقدام به شلیک کرده و دو آشوبگر لهستانی را کشته و چندین تن دیگر را زخمی کردند. در طی چند روز، گزارش حکومت تزاری از روسیه به مطبوعات خارجی راه یافت. شرح ادعایی این حادثه توسط نیویورک تایمز در ۱۴ سپتامبر سال ۱۹۰۲ نقل شد.
به دلیل وجود تعداد زیادی از یهودیان و اهمیت این شهر به عنوان زیارتگاه کاتولیک‌های لهستانی ، چنستوخووا گهگاه با آشوب‌های ضدیهودی روبرو می‌شد. در ۲۷ مه ۱۹۱۹، پنج یهودی در انتقام از تیراندازی به یک افسر لهستانی توسط یک جوان یهودی در روز روشن در خیابانی در شهر کشته شدند. در ژوئن ۱۹۳۷، هنگام تلاش برای سرقت از یک مغازه یهودی، یکی از رهگذران مسیحی توسط یکی از اعضای بوند (Bund) مورد اصابت گلوله قرار گرفت و در نتیجه ده‌ها مؤسسه یهودی توسط جوانان راستگرا نابود شدند، ولی این رویدادها هیچ کشته‌ای از دو طرف نداشت. در طول دوره میان دو جنگ جهانی، بازرگانان یهودی صنایع نساجی، چرم و مواد غذایی محلی را در اختیار خود داشتند. بیش از نیمی از تأسیسات خرده‌فروشی متعلق به یهودیان پیش از جنگ جهانی دوم در چنستوخووا قرار داشت.